# William Moon
William Moon (18 de diciembre de 1818 — 9 de octubre de 1894) fue un inglés que creó la escritura Moon, el primer alfabeto de lectura práctica ampliamente utilizado para los ciegos.

## Vida y carrera
Moon nació en Horsmonden, Kent. De pequeño perdió la vista en un ojo a causa de la escarlatina, y a los veintiún años se había quedado totalmente ciego. Se mudó con su madre viuda y su hermana a Brighton, Sussex del Este. Se convirtió en profesor y enseñó a los niños a leer utilizando los códigos de lectura en relieve existentes.
Moon se dio cuenta de que a los niños les resultaba difícil aprender estos códigos de lectura. Por ello, ideó un nuevo sistema, el Moon, basado en un alfabeto latino simplificado, que diseñó para que fuera más fácil de aprender. Posteriormente, la escritura Moon fue sustituido en popularidad por el braille, pero sigue siendo importante para las personas que tienen dificultades para leer el braille.
Moon obtuvo varias distinciones durante su vida: fue elegido miembro de la Royal Geographical Society y de la Royal Society of Arts en 1852 y 1857, respectivamente; además, la Universidad de Filadelfia le concedió el título de LLD honorífico en 1871.

## Familia
Moon se casó dos veces, en 1843 con Mary Ann Caudle, hija de un cirujano de Brighton, que murió en 1864, y en 1866 con Anna Maria Elsdale, nieta de William Leeves, el compositor de «Auld Robin Gray». Del primer matrimonio tuvo un hijo, que le ayudó mucho a organizar su tipo de lenguas extranjeras, y que en 1901 era médico en Filadelfia; y una hija, que en 1901 estaba supervisando la empresa que Moon inauguró.